# Église Saint-Pierre de Lémenc
L'église Saint-Pierre de Lémenc est une église située en France sur la commune de Chambéry, dans le département de la Savoie en région Auvergne-Rhône-Alpes.
Bâtie sur les vestiges d'un temple romain dédié au dieu Mercure, possiblement à partir du VIe siècle, l'église serait à ce titre la plus ancienne de Chambéry et l'une des plus anciennes de Savoie. Église prieurale de Lémenc, elle conserve une partie de l’architecture romane de l'église du XIe siècle ainsi que l'architecture gothique de sa reconstruction au début du XVIe siècle. Elle comporte par ailleurs une crypte contenant une rotonde pouvant dater du IXe siècle au XIe siècle, des peintures murales de la Renaissance et une mise au tombeau (sépulcre) du XVIe siècle.
La crypte et le sépulcre font l'objet d'un classement au titre des monuments historiques depuis le 16 février 1900, et le reste de l’église d'une inscription depuis le 16 mai 1966.

## Situation géographique

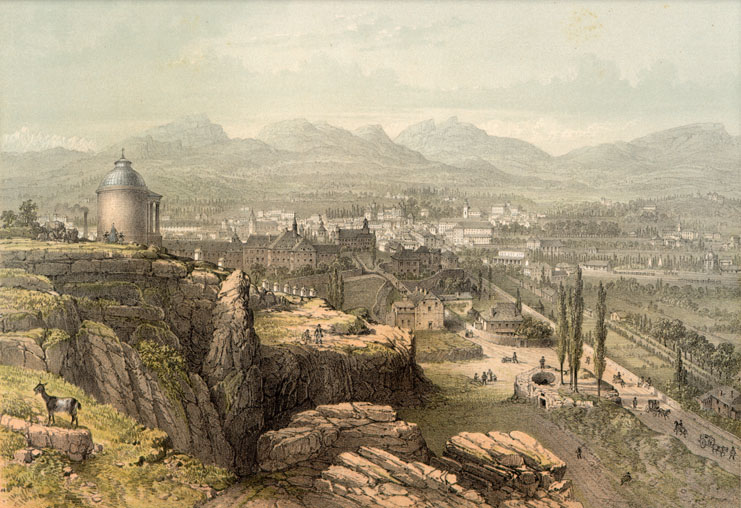
La colline de Lémenc en 1864 : vue sur le Calvaire avec l'église située en contrebas.

L'église Saint-Pierre de Lémenc est située sur la commune de Chambéry, chef-lieu du département de la Savoie, dans les Préalpes du nord.
L'église est bâtie sur les hauteurs du centre-ville de Chambéry, sur la colline de Lémenc, qui constitue les premières pentes du massif des Bauges à l’est de la ville.
Elle se situe aujourd'hui dans le voisinage du quartier résidentiel de Lémenc, constitué de villas datant de la Belle Époque (début du XXe siècle), situées à proximité immédiate de l'église, en contrebas en direction du centre-ville. À l'opposé, le boulevard des Monts mène vers un autre quartier résidentiel constitué d'habitations plus modernes. Enfin, face à l'abside, se trouvent depuis 2015 des jardins partagés.
L'église se trouve par ailleurs associée à un ensemble d'édifices religieux proches : le couvent de la Visitation Sainte-Marie auquel elle est accolée, le monastère du Carmel situé à une centaine de mètres et la chapelle du Calvaire un peu plus haut sur la colline. S'ajoutent également le cimetière et la chapelle de Notre-Dame des sept douleurs attenants, ainsi que la tour du Prince, vestige de l'ancien prieuré bénédictin.

## Toponymie
L'église Saint-Pierre de Lémenc (parfois aussi orthographiée Saint-Pierre de Lemenc) est aussi localement appelée « église de Lémenc ».
Lémenc provient du nom de la colline sur laquelle l’église a été bâtie, nom provenant lui-même du latin Lemencum donné par le peuple romain lorsque celui-ci s'installe précisément sur cette colline durant l'Empire romain à la fin de l'Antiquité (les vestiges d'une villa gallo-romaine semblent attester d'une présence en ces lieux à partir du Ier siècle).
La dénomination « Saint-Pierre de Lémenc » est donnée à l’ensemble du prieuré bâti par les Bénédictins de l'abbaye d'Ainay au XIe siècle, incluant donc l’église.

## Histoire

### Précédents édifices

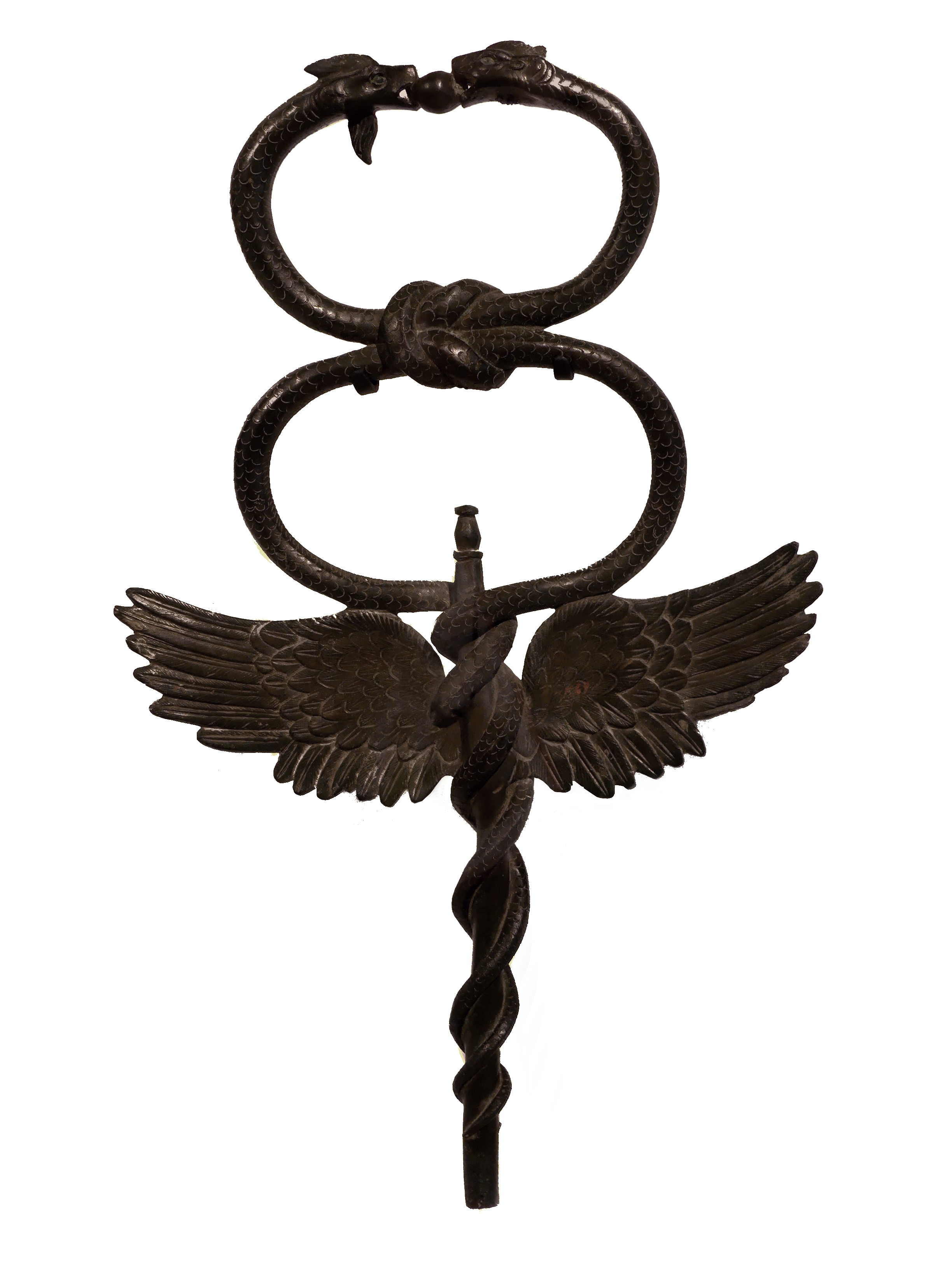
Le caducée de Lémenc conservé au musée savoisien.

La découverte en 1822 d'un fragment de main d'une statue en bronze et d'un caducée sur les hauteurs de Lémenc à proximité de l’église de Lémenc conduisent à penser que l'église de Lémenc se situe à l’emplacement d'un ancien temple romain dédié au dieu Mercure, divinité alors considérée comme protectrice des routes dans les Alpes.
En 1830, l'Académie des sciences, des belles-lettres et des arts de Savoie constate un exercice continu du culte catholique romain en cet endroit.
Lothaire II qui avait été marié de force avec Thiberge (ou Theutberge) et n'en avait pas eu d'enfant s'en sépare pour se marier avec sa concubine Waldrade. Dans un acte passé à Aix-la-Chapelle, en 866 ou 867, il a donné à son épousé répudiée les villae de Lémenc, d’Aix-les-Bains, de Montmélian et de Talloires « avec leurs maisons et autres édifices, terres, vignes, prés et bois » et d'autres villae dans le pagus Genevensis. Un lieu chrétien devait exister à cette date à Lemenc. Lothaire II meurt en 869. En 879, Boson de Provence a créé à son profit le second royaume de Provence. Après la mort de l'empereur Charles III le Gros, en 887, le marquis Rodolphe Welf est proclamé roi de Bourgogne qui comprend la Savoie, en 888. Lui succèdent Rodolphe II de Bourgogne (mort en 937), Conrad III de Bourgogne (mort en 993) et Rodolphe III de Bourgogne (mort en 1032). Rodolphe III donne Lemenc à son épouse  Ermengarde en 1016. En 1029, Ermengarde donne le prieuré de Lemenc à l'abbaye Saint-Martin d’Ainay.
À compter du don des dépendances de Lémenc à l'abbaye d'Ainay de Lyon par Rodolphe III en 1029, bien qu'elle estime qu'une église devait déjà s'y trouver. Selon l'Académie, la première église à Lémenc remonterait, « selon la tradition et le rapport de quelques auteurs », à l’an 546 lorsque l'abbé d'Ainay (qui aurait été un Saint-Anselme), eût envoyé deux religieux fonder un couvent du même Ordre. Il s'agirait dès lors de la première église bâtie à Chambéry et l’une des plus anciennes de Savoie. Néanmoins, bien que la découverte d'un baptistère évoque effectivement une implantation religieuse à Lémenc au VIIIe siècle, la présence d'une église n’est pas attestée à cette période.
À la suite du don effectué à l'abbaye d'Ainay en 1029, les Bénédictins d'Ainay décident d'élever à cet emplacement une église romane et y assurent les fonctions paroissiales tout en bénéficiant de la primauté des lieux de culte de Chambéry. Le nouveau Prieuré de Lémenc est composé d'un prieur, d'un curé ou vicaire perpétuel, d'un sacristain, d'un chapelain et de six religieux. En 1138, le pape Innocent II donne une bulle pontificale en faveur de Lémenc afin de lui garantir les possessions et les droits du monastère.

### Église actuelle

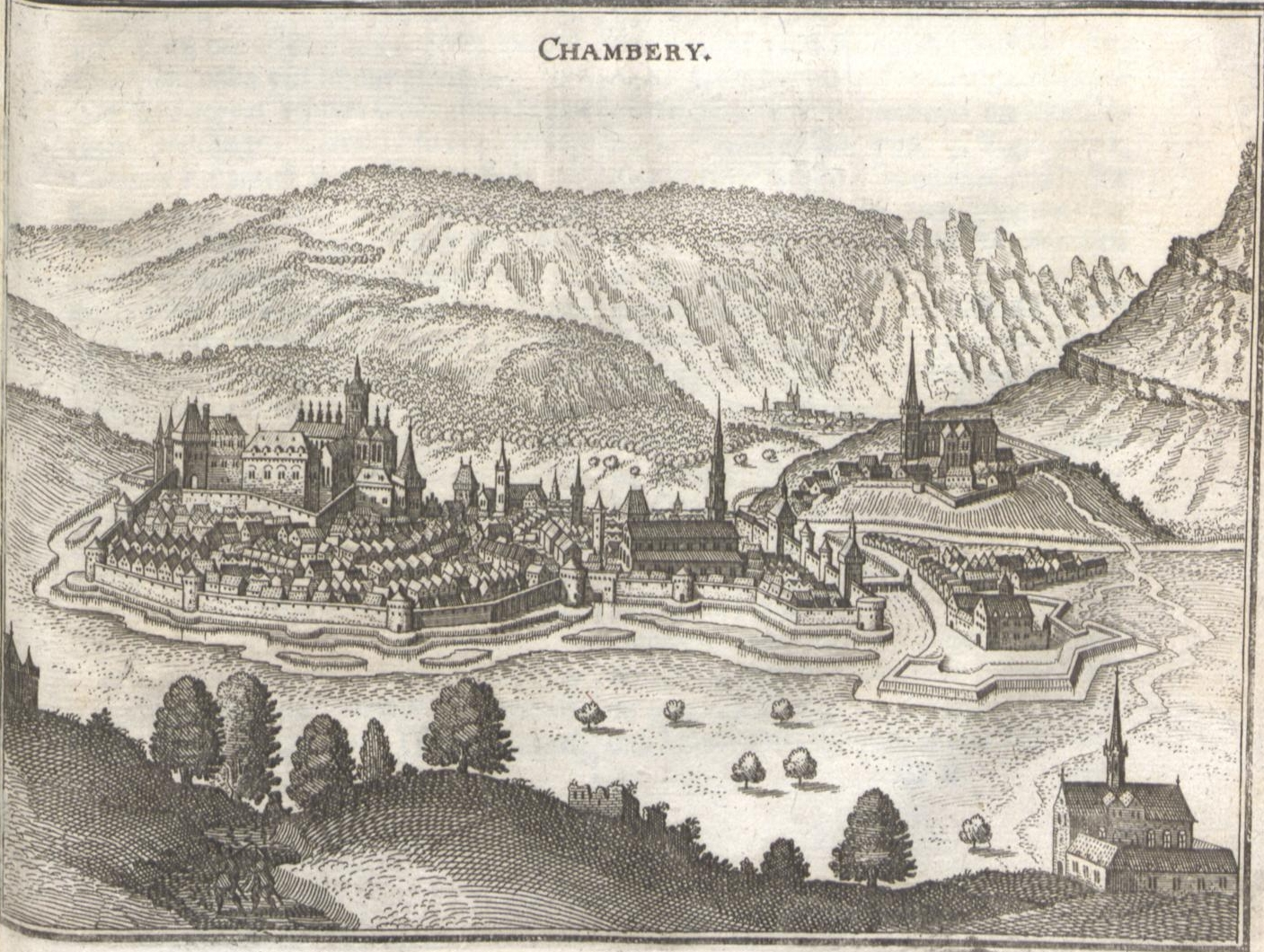
Vue de l’église, à droite sur les premiers contreforts de Lémenc, en 1645.

En 1445, un incendie détruit le clocher mais les dommages causés à l'ensemble de l'église conduisent à la reconstruire entièrement de 1490 à 1513. Plus tard, en 1553, l'église se dote d'un nouveau clocheton de style Renaissance en pierres blanches, encore visible aujourd'hui tout comme la trace de l'ancien toit avant sa reconstruction en 1763.
La destination du monastère commence à se modifier au XVe siècle avec l’édification de la Sainte-Chapelle du château de Chambéry qui efface progressivement la primauté du prieuré, si bien qu'un siècle plus tard, en 1583, le prieur se résout à remplacer les Bénédictins par des Cisterciens de l'ordre des Feuillants. Un peu plus tard, saint François de Sales vient également à l'église de Lémenc pour y prier.
En 1717 est ajouté ce qui devient le « clocher rouge », qui est détruit en 1792 lors du premier rattachement de la Savoie à la France. À partir de cette date faisant suite à la Révolution française, un hôpital militaire est établi dans le couvent, les Feuillants sont remplacés par les religieux de Saint-François (d'anciens Jésuites), le jubé est démoli, l'orgue et les stalles de l’avant-chœur sont retirés et la chapelle de Saint-Michel attenante à l’église est détruite. Plus tard, en 1799, l'église et le couvent sont vendus au nom du gouvernement français, et le couvent devient alors propriété des Dames Religieuses de la Visitation. La chapelle des Visitandines, à l'origine accolée au couvent, est pour sa part détruite lors du bombardement du 26 mai 1944.
De retour au sein du royaume de Sardaigne, la partie antérieure de l'église (de l’entrée jusqu'à l'avant-chœur) connait un exhaussement de son sol, terminé au printemps 1828. L'église se voit par la suite élever un maître-autel et des réparations sont effectuées à la sacristie afin d'assurer une meilleure conservation des ornements.

## Description

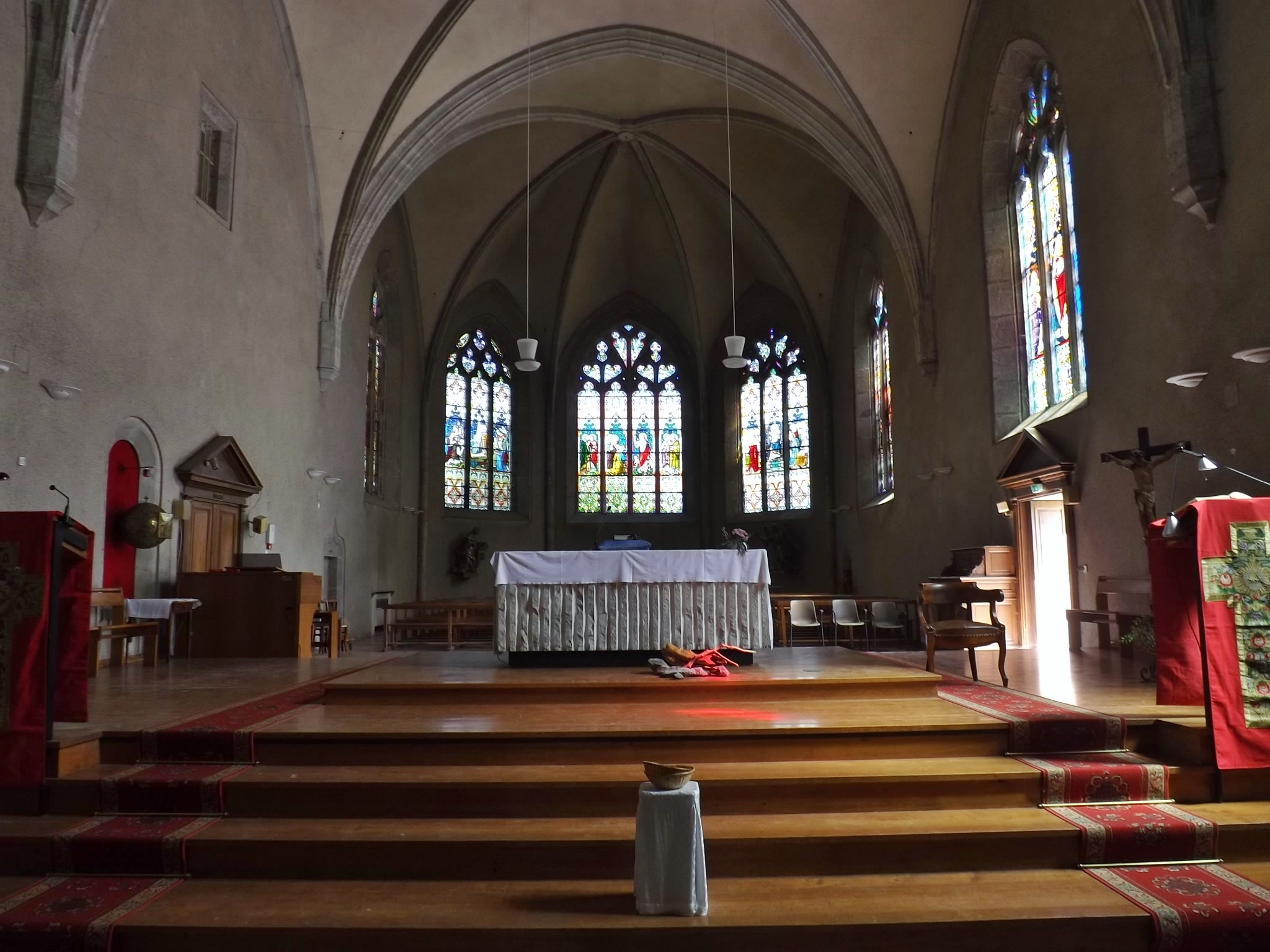
Chœur et autel de l’église.

Aujourd'hui, l'église Saint-Pierre de Lémenc conserve des particularités de l'architecture romane de l’église du XIe siècle, l'architecture gothique de l'époque de sa reconstruction au début du XVIe siècle (l'historien Raymond Oursel l'intégrant parmi les cinq églises de Savoie dites « rurales flamboyantes »), le clocheton de style Renaissance de 1553 (durant l'occupation française de 1536 à 1569) ou encore les aménagements effectués en intérieur, plus contemporains. En raison de ces nombreuses modifications successives sans reprise complète de l'édifice, l'aspect extérieur de l’église peut paraître insolite, curieux ou même encore austère.
À l'intérieur, l'église comprend un vaisseau à nef unique, sobre en ornements, donnant sur un chœur de 21 mètres de profondeur. La nef est flanquée sur la droite de trois chapelles sous voûtes et arcades dédiées à Saint-Michel, Saint-Joseph et Saint-Bernard, tandis que sur le flanc gauche se trouve près de l'entrée la sépulture du général-comte de Boigne sculptée par Benedetto Cacciatori en 1831.
La lumière pénètre au-travers de larges verrières et les vitraux datant de la fin du XIXe siècle sont l'œuvre du peintre-verrier lyonnais Lucien Bégule. Le vitrail situé sur la façade au sommet de l’entrée représente un blasonnement ecclésiastique : un blason parti, au premier d'azur à la croix d'or, au second de gueules à la clé d'or et à la clé d'argent passées en sautoir (symbole héraldique des armoiries papales), le tout surmonté d'un tortil sur lequel est inscrit en lettres capitales le nom de « Lemenc » et cerclé par deux branches et par des blasons de la Savoie et des croix tréflées d'argent sur le pourtour[précision nécessaire].

### La crypte
L'importance historique de l'église Saint-Pierre de Lémenc est notamment liée à sa crypte, qui constitue l'un des vestiges « parmi les plus anciens de la chrétienté de Savoie et qui constitue toujours une énigme pour les archéologues ».

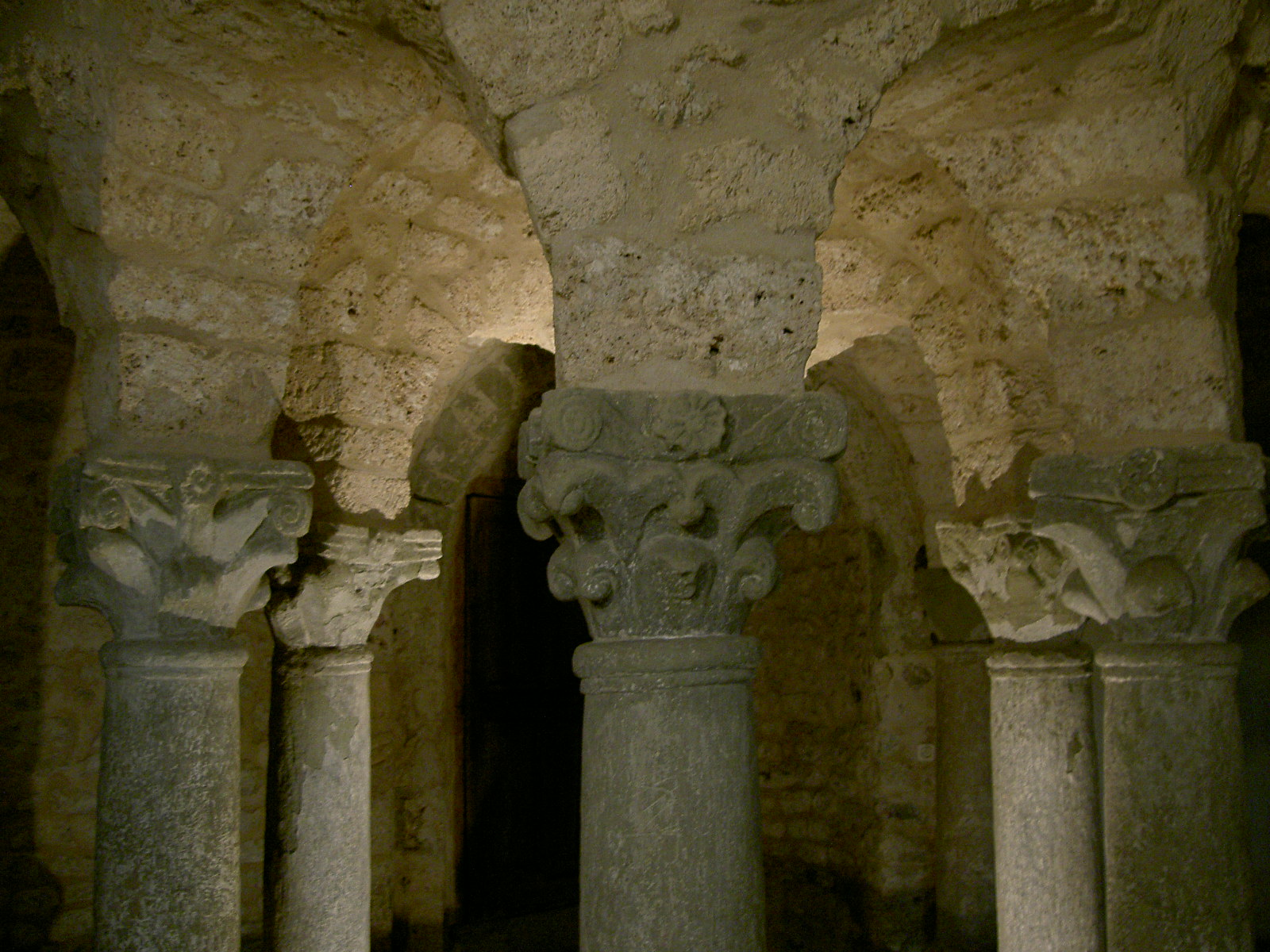
Colonnes de la rotonde dans la crypte.

Telle qu'elle subsiste de nos jours, la crypte est longue de 25 mètres et peut se décomposer en trois parties : l’entrée de la crypte, la crypte intermédiaire et la crypte gothique.
L'entrée de la crypte, accessible depuis la nef par deux escaliers latéraux, possède en son centre une rotonde de six colonnes dont l'usage et l’époque de construction ne sont pas connus. Il pourrait s'agir d'un baptistère de l'époque carolingienne, soit du IXe siècle, mais un certain nombre d'observations contredisent cette hypothèse (par exemple l'absence de canalisation d'eau). Il est donc aussi avancé l'hypothèse d'un reliquaire monumental datant de la construction de l’église au XIe siècle, où le centre de la cuve qui aurait servi au baptême dans l’hypothèse précédente serait donc utilisée pour disposer les reliques, avec un oculus permettant aux fidèles d'apercevoir les reliques. Mais là encore, aucune connaissance de vénération de reliques d'un quelconque saint à cette époque ne permet d'étayer cette hypothèse.
La crypte intermédiaire (ou médiane) comporte trois nefs romanes voûtées en berceau permettant de relier la rotonde à l'abside polygonale que constitue la crypte gothique. Ces trois nefs parallèles mal raccordées à la rotonde amènent également à s'interroger sur leur usage et époque, différents précisément selon l'usage pouvant être fait de la rotonde : constituer un « sas liturgique d'accès » en présence d'un baptistère selon Raymond Oursel, ou un « augmentum » en présence d'un reliquaire selon certains archéologues. La crypte intermédiaire a également révélé des peintures murales de la Renaissance réalisées par le peintre et maître verrier Jean Baudichon en 1510, et possède également quatre sibylles et des banderoles ornées d'inscriptions.
Si la crypte intermédiaire peut avoir existé dès le XIe siècle pour servir de soubassement à l'église romane des Bénédictins d'Ainay, la crypte gothique est pour sa part plus récente puisqu'elle résulte de la période de reconstruction de l'église, entre 1490 et 1513. Dans cette abside subsiste une « mise au tombeau » (Saint-Sépulcre) faite de calcaire polychrome datant de la fin du XVe siècle, apportée de l'ancienne église des Antonins (disparue au milieu du XIXe siècle). Bien que mutilée durant la Révolution française, les personnages restent néanmoins reconnaissables, parmi lesquels le Christ, Joseph d'Arimathie et Nicodème sont plus grands que les autres.
En raison de leur caractère historique, la crypte de Lémenc ainsi que le sépulcre (mise au tombeau) font tous deux l’objet d'un classement au titre des monuments historiques depuis l'année 1900.

### Le cimetière

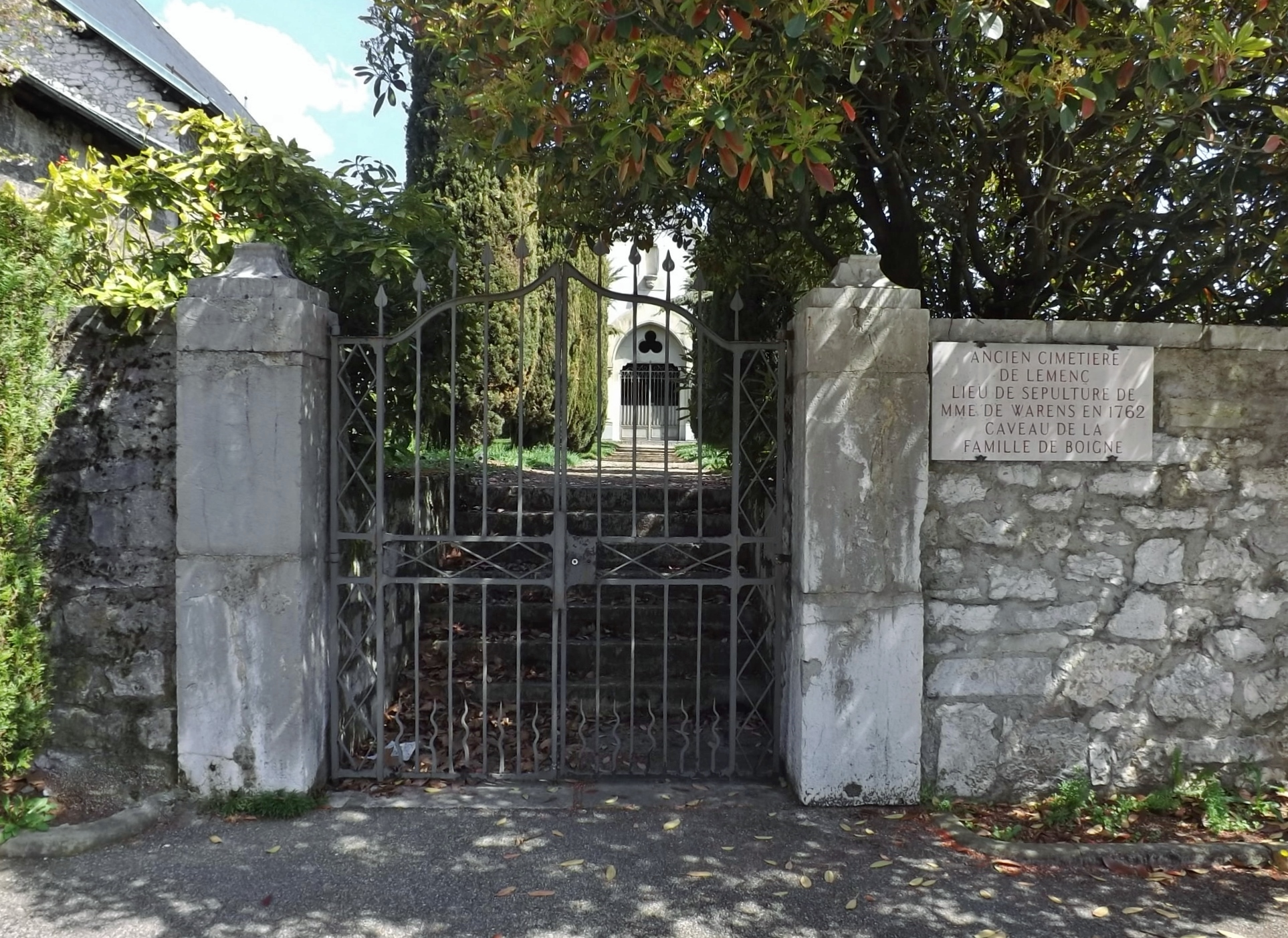
Grille du cimetière extérieur de Lémenc.

Le cimetière de Lémenc est le plus ancien lieu de sépulture de Chambéry en tant que cimetière gallo-romain où urnes funéraires et sarcophages romains ont été découverts.
À la chute de l'Empire romain, le cimetière devient chrétien, dont le plus ancien vestige retrouvé est le couvercle d'un sarcophage de l'époque mérovingienne représentant une croix archiépiscopale avec les lettres Alpha et Oméga.

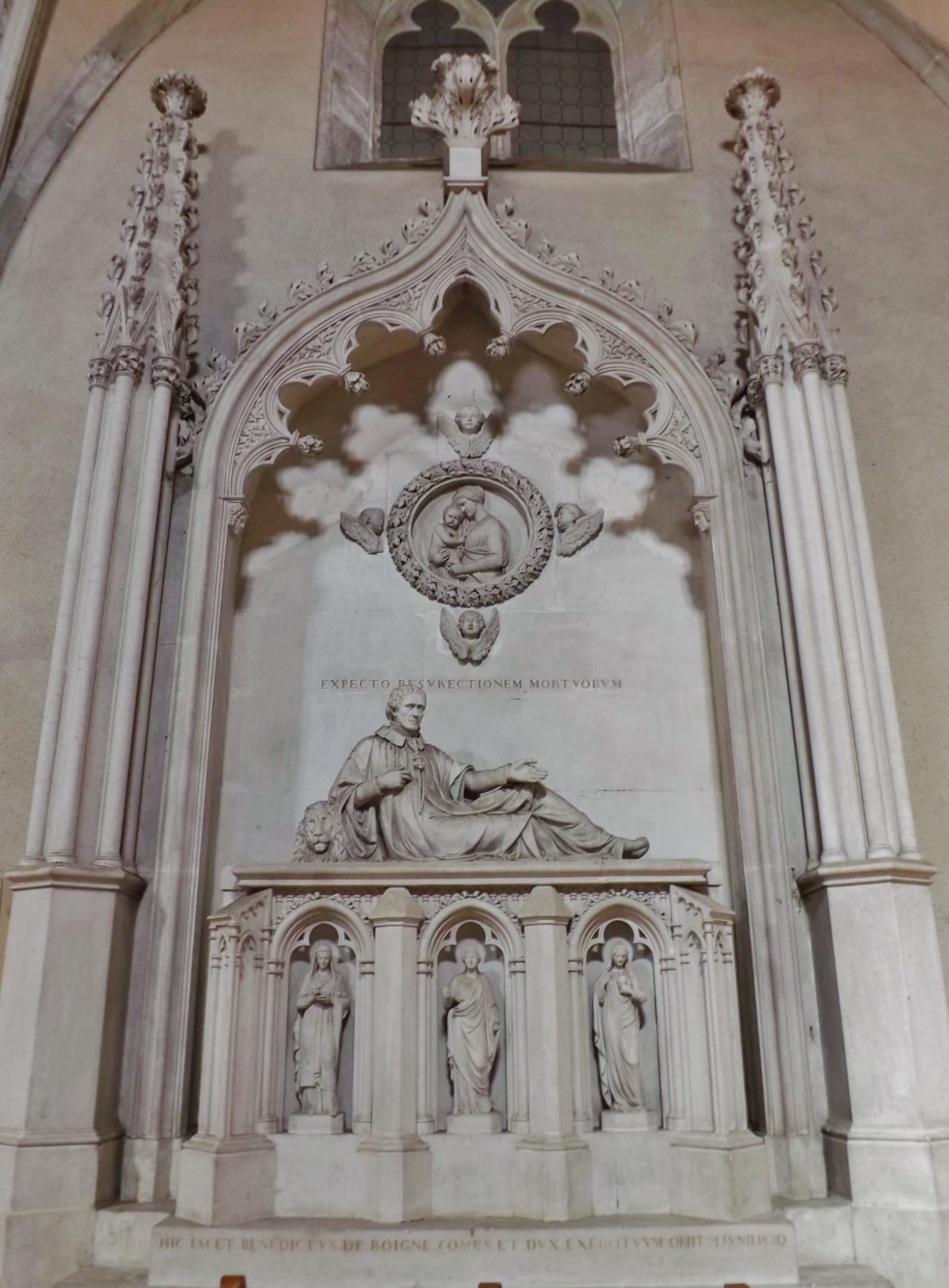
Sépulture du général de Boigne.

Le cimetière possédait jusqu'au XIVe siècle le monopole des inhumations à Chambéry. Toutefois, si à partir du XVIIe siècle le cimetière extérieur est plutôt destiné aux habitations des quartiers Nézin, Pugnet et Croix-Rouge, au moins quatorze familles nobles de Savoie ainsi que d'autres familles aisées, des religieux et des gens de métier se font eux aussi inhumer dans les chapelles à l'intérieur de l’église jusqu'au XVIIIe siècle. Parmi les défunts vénérés dans l’église figuraient Saint-Concord, primat d'Irlande décédé à Lémenc en 1107 au retour d'un pèlerinage à Rome, et Philippe II de Savoie, père de Louise de Savoie et grand-père de François Ier de France, décédé dans la Tour du Prince en 1497.
Les 1 200 m2 de cimetière finissent par se révéler insuffisants au XIXe siècle, si bien que seuls les habitants des quartiers peuvent encore s'y faire inhumer, après autorisation donnée par l'archevêque. Après l'annexion de la Savoie à la France, le Préfet décide de 1861 à 1870 de plus attribuer de concessions au cimetière de Lémenc en attendant que les tombes en concession non perpétuelles soient transférées à l'ossuaire du cimetière du Paradis situé entre la Leysse et la gare de Chambéry. Puis les concessions sont de nouveau et définitivement supprimées à compter de juin 1900. La plupart des tombes y restent en place jusqu'à la fin des années 1950 où une partie du cimetière est détruit pour faire place à un parc public et un parking, opération durant laquelle plusieurs tombes de personnalités disparaissent.
Aujourd'hui subsistent malgré-tout toujours dans le cimetière extérieur de Lémenc la chapelle des Brascorens de Savoiroux (bâtie entre 1858 et 1863), l'obélisque de Claude Melchior Raymond (notamment directeur du journal « Le Courrier des Alpes », décédé en 1854), la sépulture du chanoine Benoît Bouvier (aumônier du couvent de la Visitation, décédé en 1885) et la tombe de Madame de Warens (1699-1762), amie de Jean-Jacques Rousseau et habitante du Faubourg Nézin au moment de sa mort.
À l'intérieur de l'église se trouve également toujours la sépulture de Benoît de Boigne, grand bienfaiteur de la ville de Chambéry à qui fut dédiée la fontaine des éléphants. Le cimetière possède également depuis les années 1970 le caveau de la famille de Boigne (tombeau en bâtière de l’architecte Edmond Brocard), famille auparavant dispersée au sein de plusieurs cimetières de Savoie.

### Le monastère

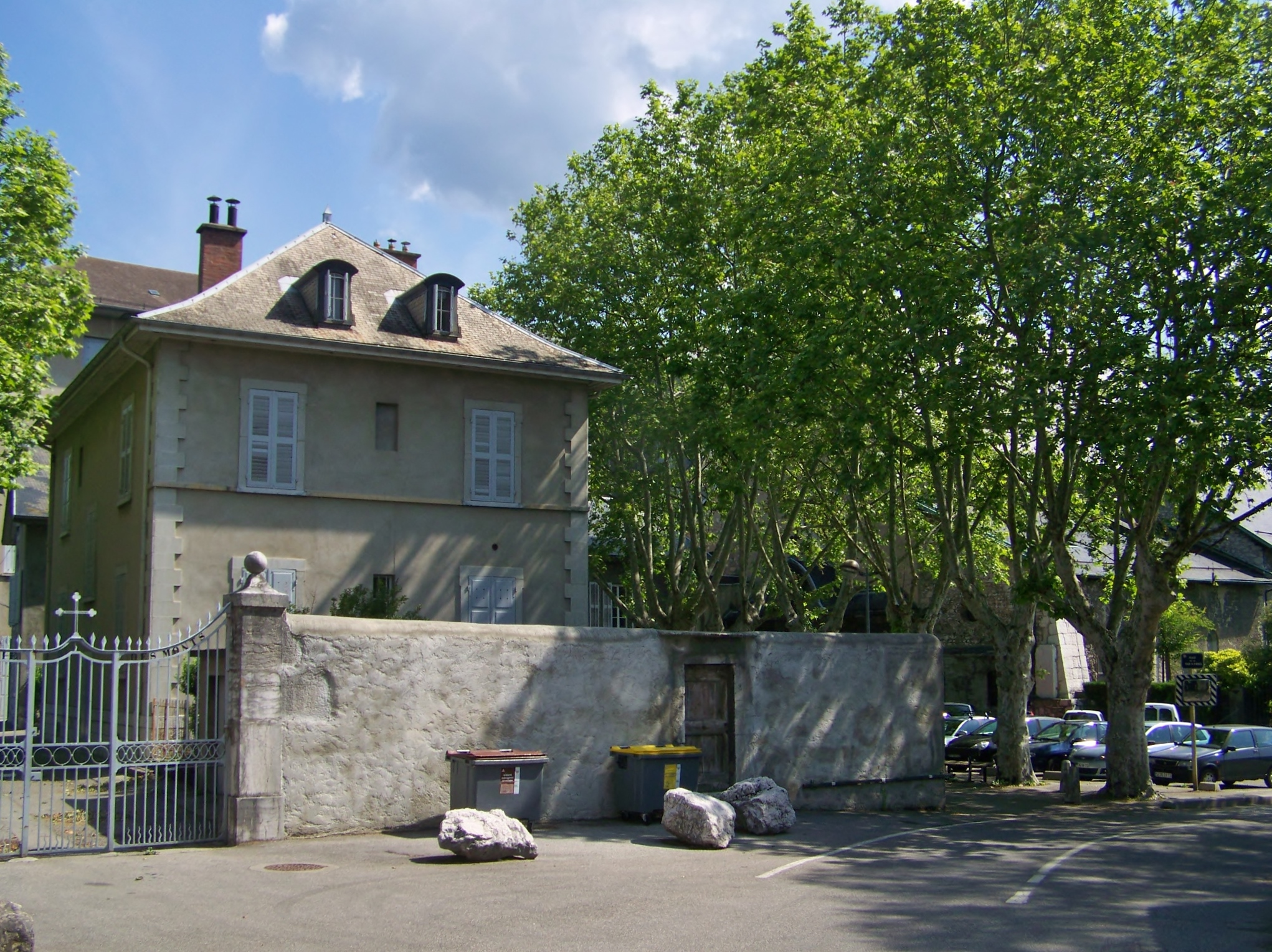
Le couvent à gauche, l'église à droite.

L'église est accolée à une partie des bâtiments composant l'ancien couvent de la Visitation Sainte-Marie. Le monastère actuel est établi en 1807, à la suite d'un ou deux autres monastères de la Visitation Sainte-Marie. À l'origine, ce monastère est le prieuré Saint-Pierre de Lémenc, fondé avec l’église par les Bénédictins de l'abbaye d'Ainay au XIe siècle, avant de devenir à partir du XVIe siècle, monastère de la communauté des Feuillants. 
Les Feuillants sont alors à leur tour remplacés au XVIIe siècle par l'ordre de la Visitation Sainte-Marie fondé par Saint François de Sales et Sainte Jeanne de Chantal en 1618. En 1792, alors que les Français pénètrent en Savoie et la rattachent à la France, la plupart des sœurs présentes en sont déjà parties. Les révolutionnaires causent des dommages au site de Lémenc et le monastère est supprimé en 1793. Il est reconstitué en 1806 avec une vocation de maison d'éducation conduisant à la création d'un pensionnat pour jeunes filles, qui sera finalement fermé en 1896. Les religieuses retrouvent leur couvent en 1814 dans des conditions très difficiles (« plus de meubles, plus de lit, plus d’ustensiles de cuisine » écrit sœur Marie-Marthe Chambon).
Durant la seconde Guerre mondiale, le bombardement du 26 mai 1944 par les Alliés en vue de rendre hors d'usage la gare de Chambéry située à tout juste une centaine de mètres en contrebas, cause par trois bombes la mort de deux sœurs et la destruction totale d'une partie du monastère, notamment la chapelle des Visitandines, la bibliothèque et la sacristie.
Finalement, les sœurs de la Visitation Sainte-Marie déménagent en 1956 à Saint-Pierre-d'Albigny dans la combe de Savoie à 25 km et sont remplacées par l'Institut des sœurs de Saint-Joseph qui accueillent alors deux internats pour le collège Notre-Dame du Rocher et le lycée Saint-Ambroise situés tous à quelques centaines de mètres. Les sœurs de cette congrégation religieuse organisent en 2010 leur dernière vente de charité avant leur départ définitif des lieux et laissent ainsi le monastère inoccupé. À partir de 2015, celui-ci doit être réhabilité en quarante logements dans le cadre du projet immobilier du « Domaine Sainte-Marie des Monts » dont la livraison a lieu à la fin de l’année 2017.

## Offices et accès
L'église accueille des offices chaque week-end, avec messes anticipées les samedis à 18h00 et messes les dimanches à 10h30.
En dehors des offices, l'église est parfois laissée ouverte. Toutefois, l'accès à la crypte est interdit depuis 2013 en raison de la fragilité des sculptures, mais la sauvegarde de cette dernière était indiquée dans le programme électoral du député-maire de Chambéry Michel Dantin, lors de l'élection municipale de 2014. Le cimetière extérieur est lui aussi interdit d'accès, de même que l'ancien couvent de la Visitation, aujourd'hui fermé.